# К-700 (трактор)
К-700  — радянський колісний трактор загального призначення підвищеної прохідності, тяговий клас 5.
Призначений для виконання в агрегаті з навісними, напівнавісними і причіпними широкозахватними машинами сільськогосподарської (оранки і глибокого розпушування ґрунту, культивації, дискування, боронування, лущення стерні, посіву, снігозатримання), транспортних, дорожньо-будівельних, меліоративних, землерийних і інших робіт.

## Історія
У 1961 році до технічного переозброєння сільського господарства радянські конструктори за завданням уряду розробили проект першого вітчизняного колісного трактора 5 тягового класу. При потужності двигуна у 220 к.с., що дає можливість використовувати широкозахватні знаряддя, К-700 в 2,5-3 рази збільшував продуктивність сільськогосподарських робіт в порівнянні з іншими тракторами.
Як і багато іншої радянської техніки в роки «холодної війни», К-700 розроблявся як продукція подвійного призначення: у воєнний час його передбачалося використовувати як артилерійський тягач.
Виробництво нової машини, яку назвали «Кіровець», було організовано на Кіровському заводі в Ленінграді — найстарішому тракторобудівному підприємстві СРСР.
Перший трактор виїхав зі збирального цеху та вийшов на поля країни 13 липня 1962 року. Масове виробництво К-700 було розгорнуто в 1969 році.

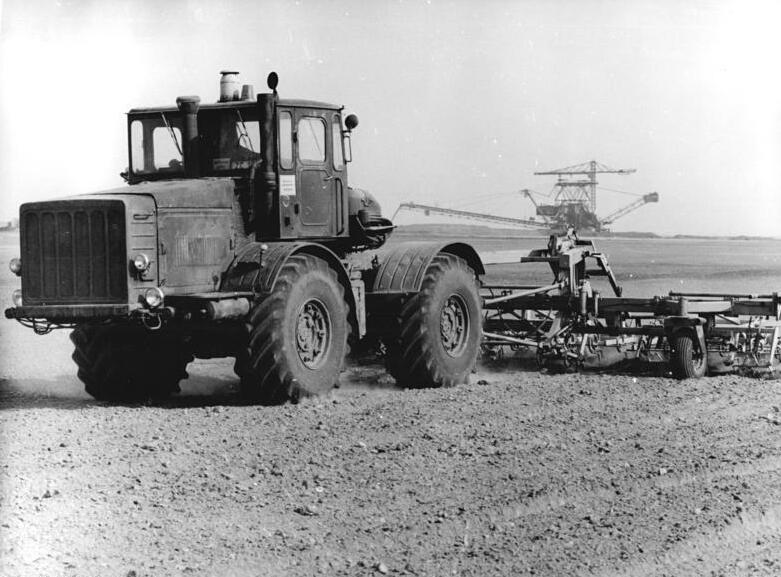
Трактор К-700 на полі в НДР, 1986 рік

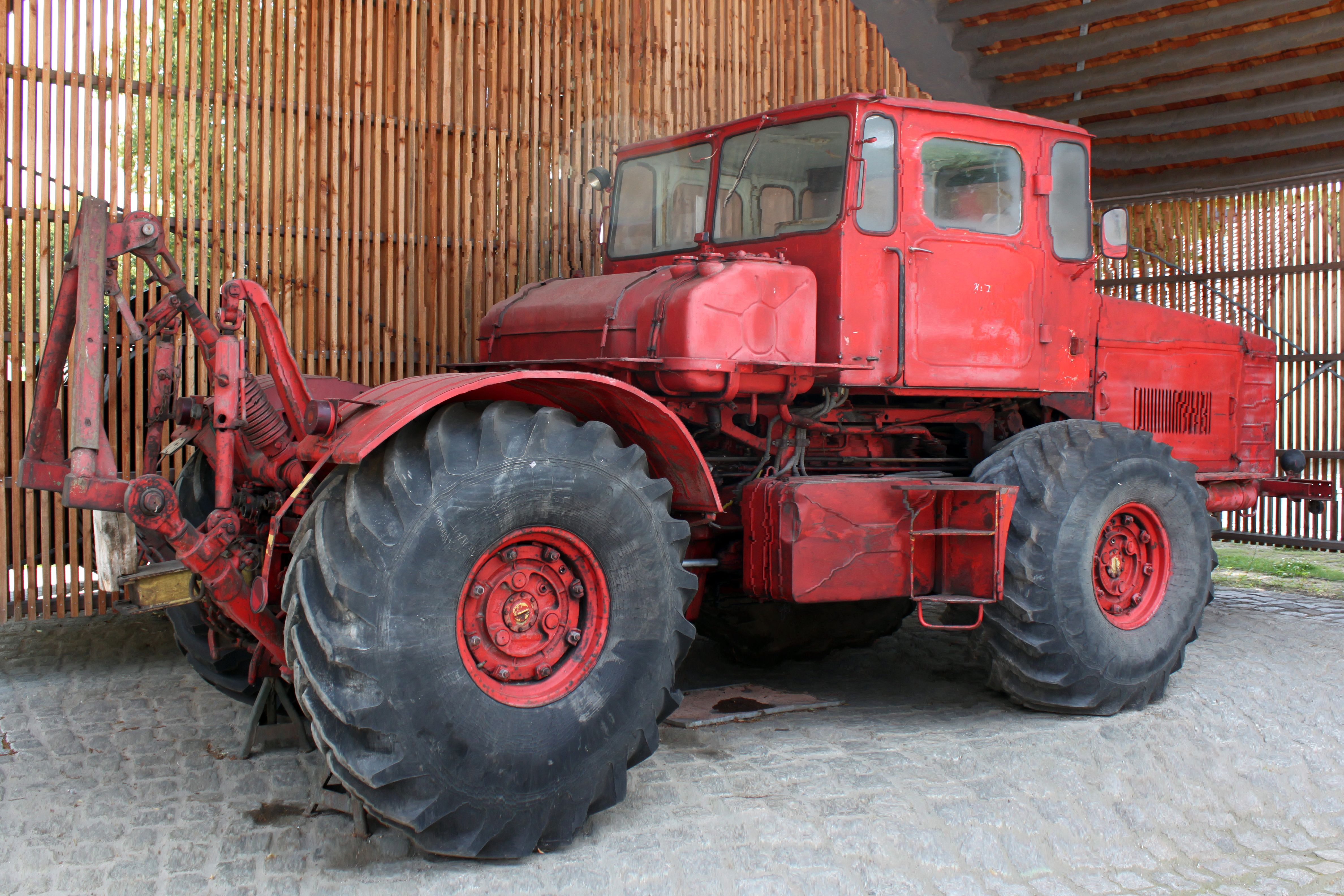
Трактор К-700

У 1975 році Кіровський завод почав серійний випуск тракторів «Кіровець» К-700А з двигуном ЯМЗ-238НД3 (235 к.с.) і тракторів «Кіровець» К-701 з двигуном ЯМЗ-240БМ2 (300 к.с.). Цей трактор був затребуваний не тільки в сільському господарстві, його стали застосовувати в інших галузях народного господарства СРСР. Був розроблений трактор «Кіровець» К-703 з реверсивним постом керування. На його базі були створені лісоштабелер ЛТ-163 (після модернізації ЛТ-195), лістотрелювальна машина МЛ-56, грейдозер ЛБ-30, фронтальний навантажувач ПФ-1, універсальна дорожня машина ДМ-15 та інші машини. Також було розроблено різне устаткування для установки на задню напівраму тракторів «Кіровець» К-700А і К-701: навантажувальний П-4, П-4/85, стогометальне та інше. Для виконання меліоративних та інших робіт на базі трактора «Кіровець» був розроблений траншеєкопач. Бачачи велику затребуваність трактора «Кіровець» в інших галузях народного господарства, Кіровський завод з 1990 року приступив до випуску різної техніки на базі трактора «Кіровець». Це була дорожньо-будівельна та спеціальна техніка. Для потреб шляховиків і працівників інших галузей Кіровський завод став випускати фронтальний навантажувач К-702МА-ПК6, універсальний бульдозер К-702МБА-БКУ, універсальну дорожню машину К-702МВА-УДМ, віброкаток ВК, снігоочисник СФР, мобільні зварювальні агрегати на 4 і 8 зварювальних постів та іншу техніку.
1 лютого 2002 Петербурзький тракторний завод припинив випуск тракторів «Кіровець» К-700А і К-701. Замість них стали випускатися трактора «Кіровець» К-744, які коштували значно дорожче, ніж трактора «Кіровець» К-700А і К-701. Керівники заводу пояснили зняття тракторів «Кіровець» К-700А і К-701 тим, що дані трактора морально застаріли, і їх кабіни не відповідали нормам безпеки. У зв'язку з цим виник дефіцит на недорогі трактори типу «Кіровець».
Багаторічний досвід експлуатації машини в різних умовах і кліматичних зонах показав високу надійність роботи, простоту та зручність обслуговування, ремонтопридатність і тривалий термін служби.
На жаль, були й недоліки. Перекидання трактора К-700 і К-701 у більшості випадків призводить до загибелі всіх, хто знаходиться в кабіні, яка не витримує ваги такої важкої машини. Цей недолік був усунутий в К-744 шляхом повної переробки та посилення кабіни. Агрономи не любили «Кіровець» за високий питомий тиск на ґрунт. Важка машина пресує ріллю, і там вже практично нічого не росте. У зв'язку з наявністю попиту трактори серії К-700 (як оригінальні моделі Кіровського заводу, так і різні модифікації), а також тягачі, бульдозери, навантажувачі та спеціальні машини на їх базі досі випускаються різними машинобудівними підприємствами Росії.
ЗАТ «Петербурзький тракторний завод» на сьогодні виробляє на базі К-700 тільки техніку спеціального призначення. Сільськогосподарські трактори серії К-700 під маркою «Кіровець» офіційно більше не виробляються, а ті, що представлені на ринку, як правило є відновленими зі старих і мають вельми сумнівне походження.
В цей час, ЗАТ «Петербурзький тракторний завод» серійно виготовляє тільки одну модель сільськогосподарського трактора — К-744

## Модифікації

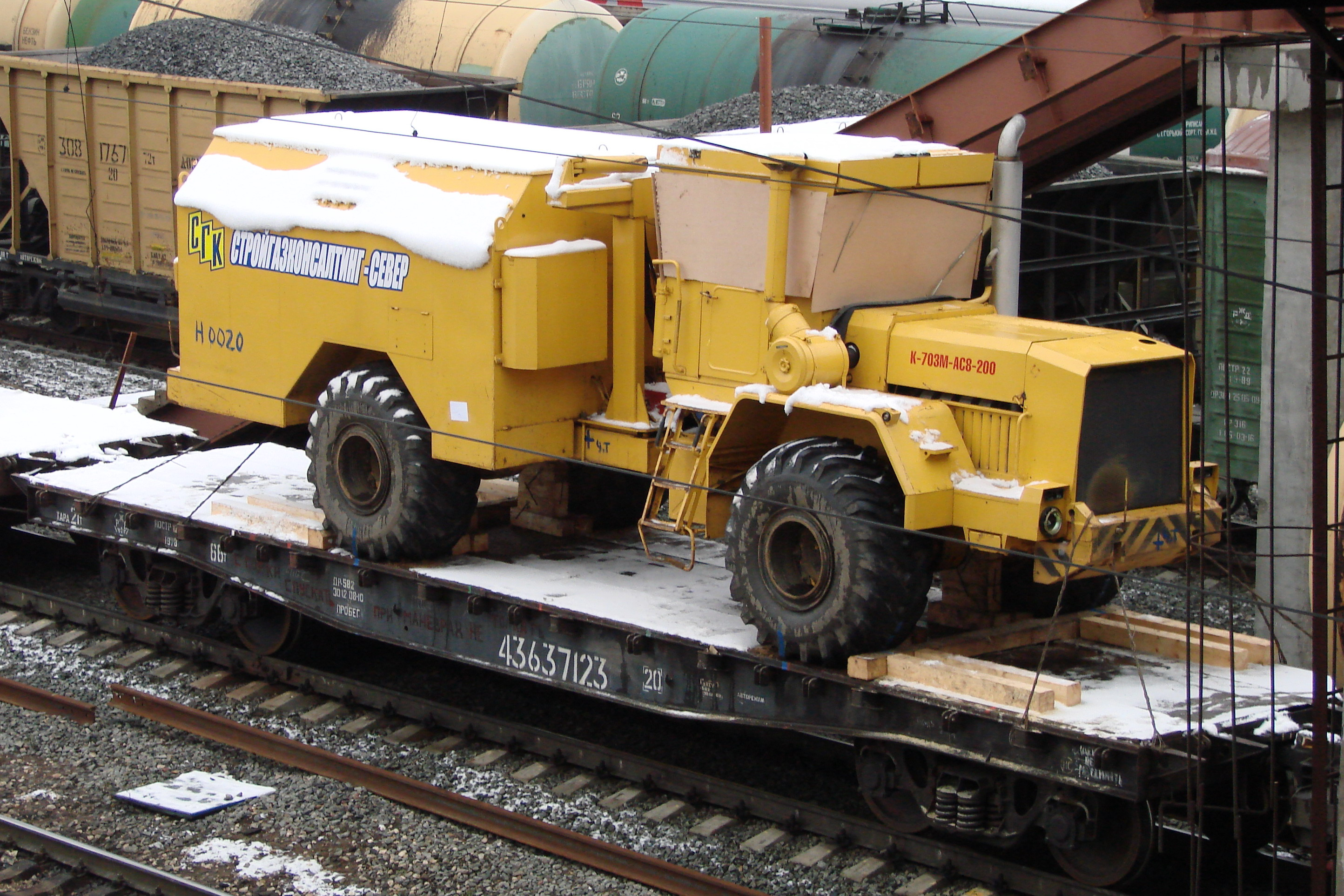
К-703М-АС8-200

- К-700 — базова модель.
- К-700А — змінений зовнішній вигляд.
- К-701 — застосування комплектуючих відомих виробників, технічне оснащення і глибока модернізація[2]
- К-701М — потужність двигуна збільшена до 300 к.с.
- К-702 — промислова модифікація для використання як базової машини для навантажувачів, бульдозерів, котків, скреперів: змінена система наважок, використовується тільки гідромеханічна трансмісія, підвіска жорстка.
- К-703 — промислова модифікація. Трактор має реверсивний пост управління, що дозволяє машиністу працювати в нормальній позі як при ході трактора вперед, так і при ході трактора у зворотному напрямку.

## Технічні характеристики
- Габаритні розміри:
  - Довжина, мм 7400
  - Ширина, мм 2880
  - Висота (по кабіні), мм 3950

- Швидкості:

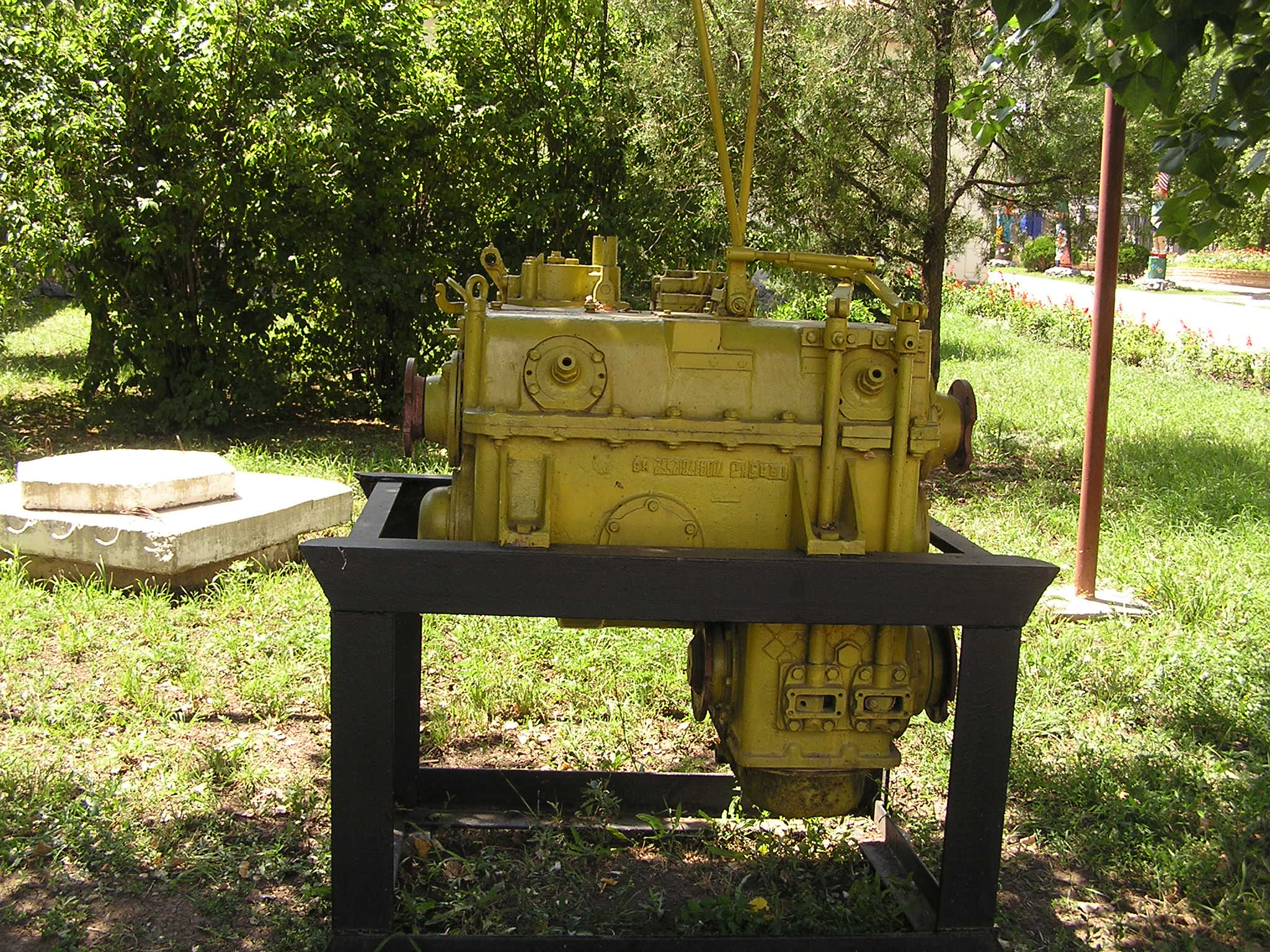
Коробка передач трактора К-700

  - При русі вперед 2,9-33,8 кілометрів на годину
  - При русі назад 5,1-24,3 кілометрів на годину

- Мінімальний радіус повороту, мм 7200
- Ширина колії, мм 2115
- Потужність двигуна 300 к.с., при частоті обертання, 1900 об/хв